# La Bande des quatre
La Bande des quatre is een Franse dramafilm uit 1989 onder regie van Jacques Rivette.

## Verhaal
Een bekende toneelleraar zoekt vier vrouwen voor een rol in een stuk. Bij de voorbereiding delen ze allemaal hetzelfde appartement. Tijdens de repetities neemt het toneelstuk geleidelijk hun echte levens over.

## Rolverdeling
| Acteur             | Personage                  |
| ------------------ | -------------------------- |
| Bulle Ogier        | Constance                  |
| Benoît Régent      | Thomas                     |
| Fejria Deliba      | Anna                       |
| Laurence Côte      | Claude                     |
| Bernadette Giraud  | Joyce                      |
| Inês de Medeiros   | Lucia                      |
| Nathalie Richard   | Cécile                     |
| Pascale Salkin     | Corinne                    |
| Dominique Rousseau | Pauline                    |
| Agnès Sourdillion  | Jeanne                     |
| Irina Dalle        | Esther                     |
| Caroline Gasser    | Raphaële                   |
| Irène Jacob        | Marine                     |
| Florence Lannuzel  | Louise                     |
| Françoise Muxel    | Valérie                    |
| Albert Dupontel    | een van de twee aanvallers |
| Michel Vuillermoz  | Son complice               |